# Минино (Орехово-Зуевский район)
Минино — деревня в Орехово-Зуевском районе Московской области. Входит в состав Соболевского сельского поселения. Население — 292 чел. (2010).
Расстояние до г. Москвы по Егорьевскому шоссе 56 км. Расстояние до районного центра г. Орехово-Зуево составляет 32,5 км.
Ближайшая железнодорожная станция платформа Шевлягино находится на расстоянии 2181 метров (пешком 37 минут от центра деревни). Время в пути до г. Москвы (пл. Выхино) — 1 час.
В деревне Минино воздвигнут памятник погибшим воинам в годы Великой Отечественной войны.
В окрестностях расположены садовые некоммерческие товарищества: Солнышко-2, Шевлягино, Березки, Березка, Буровик, Горизонт, Компрессор, Керамик-2, Кристалл, Лето, Лужайка, Руслан, Солнышко-1, Светлана, Фотон, Янтарь, Зенит, Лесная поляна.
Ближайшие населенные пункты — деревня Лопаково, деревня Смолево, пос. Шевлягино.

## Население
| 1926 | 2002 | 2006 | 2010 |
| ---- | ---- | ---- | ---- |
| 772  | ↘311 | ↗340 | ↘292 |